# Hakuhodo DY ONE
株式会社Hakuhodo DY ONE（ハクホウドウディーワイワン、英: Hakuhodo DY ONE Inc.）は、東京都渋谷区に本社を置く日本のインターネット広告会社。博報堂DYホールディングスの連結子会社。2024年4月1日付で、D.A.コンソーシアムホールディングスより商号変更のうえ、子会社2社の機能を統合した（下記参照）。

## 概要
博報堂DYグループの2024年度中期経営計画の一環として、グループのデジタルマーケティングの核、すなわち「デジタルコア」として発足した。
そのスキームは以下のとおりである。
1. アイレップおよびデジタル・アドバタイジング・コンソーシアム（DAC）の機能を新会社に統合。
2. 博報堂や博報堂DYメディアパートナーズなど、博報堂DYグループにおけるデジタルマーケティングに関するナレッジやリソースも新会社に集約。

### 前身
Hakuhodo DY ONEの実質的な前身であるD.A.コンソーシアムホールディングス（英: D.A.Consortium Holdings Inc.）は、共に博報堂系の広告会社であったアイレップとDACの共同株式移転により発足した。
これには、①DAC（親会社。東証JASDAQ）とアイレップ（子会社。東証二部）の親子上場関係を解消すること、そして②両社の企業文化や独立性を保つことで競争力を維持することを目的とされていた。

## 沿革

### D.A.コンソーシアムホールディングス
2016年（平成28年）
- 10月3日 - DACとアイレップの共同株式移転により、D.A.コンソーシアムホールディングス株式会社設立[5][8]。同時に、東証二部に上場。

2018年（平成30年）
- 10月26日 - 東証二部　上場廃止
- 10月31日 - 親会社の博報堂DYホールディングスによるTOBが成立し、同社の完全子会社となる[9]。

### Hakuhodo DY ONE
2024年（令和6年）
- 4月1日 - 株式会社Hakuhodo DY ONE開業[10]。
- 4月19日 - Macbee Planetとの事業提携[11][12]。

## グループ会社
博報堂DYグループも参照
- ロカリオ
- ユナイテッド【東証グロース・2497】
- 博報堂アイ・スタジオ